# Списак истакнутих личности нацистичке Немачке

### Лидери и чланови нацистичке партије
- Гинтер Далкен
- Лудолф фон Алфензлебен
- Макс Аман
- Бено фон Арент
- Хајнц Ауерсвалд
- Ханс Аумајер
- Артур Аксман
- Ерих фон дем Бах
- Херберт Баке
- Рихард Баер
- Алфред Бојмлер
- Готлиб Бергер
- Вернер Бест
- Ханс Бибов
- Готфрид Граф фон Бизмарк-Шенхојзен
- Паул Блобел
- Вернер фон Бломберг
- Ханс-Фридрих Блунк
- Јозеф Блеше
- Хорст Беме
- Ернст Бепле
- Ернст Вилхелм Боле
- Мартин Борман
- Филип Булер
- Виктор Брак
- Карл Брант
- Алоа Брунер
- Валтер Бух
- Карл Бук
- Јозеф Биркел
- Антон Бургер
- Вернер Кател
- Хајнрик Клас
- Карл Клауберг
- Леонардо Конти
- Курт Далуеге
- Рихард Валтер Даре
- Јозеф Дитрих
- Ото Дитрих
- Оскар Дирлевангер
- Хорст Дреслер-Андрес
- Ирмфрид Еберл
- Адолф Ајхман
- Теодор Ајке
- Аугуст Ајгрубер
- Херман Есер
- Рихард Ојрингер
- Карл Филер
- Лудвиг Фишер
- Алберт Форстер
- Ханс Франк
- Карл Херман Франк
- Роланд Фрајзлер
- Вилхелм Фрик
- Ханс Фриче
- Валтер Функ
- Карл Гебхарт
- Ахим Герке
- Курт Герштајн
- Одило Глобочник
- Рихард Гликс
- Јозеф Гебелс
- Вилхелм Геке
- Херман Геринг
- Амон Гет
- Улрих Грајфелт
- Роберт фон Грајм
- Артур Грајзер
- Вилхелм Грим
- Валтер Грос
- Курт Грубер
- Ханс Гинтер (не помешати са Ханс Фридрих Карл Гинтер)
- Франц Гиртнер
- Ојген Хадамовски
- Ернст Ханфтштенгел
- Карл Ханке
- Фриц Хартјенштајн
- Паул Хаузер
- Франц Хајлер
- Хајнрих Хајм
- Аугуст Хајсмајер
- Ото Херцог
- Рудолф Хес (не помешати са Rudolf Höss)
- Валтер Хевел
- Вернер Хајде
- Рајнхард Хајдрих
- Константин Хирл
- Ерих Хилгенфелт
- Хајнрих Химлер
- Ханс Хинкел
- Аугуст Хирт
- Адолф Хитлер
- Херман Хефле
- Рудолф Хес (Rudolf Höss) (разликовати од Rudolf Hess)
- Франц Хофер
- Карл Холц
- Карл Јегер
- Ернст Јарош
- Фридрих Јекелн
- Алфред Јодл
- Ханст Јохст
- Ханс Јитнер
- Рудолф Јунг
- Ернст Калтенбрунер
- Кароли Кампман
- Карл Кауфман
- Вилхелм Кајтел
- Вилхелм Кеплер
- Ханс Керл
- Алберт Кеселринг
- Дитрих Клагес
- Вилхелм Клајнман
- Хелмут Кнохен
- Ерих Кох
- Илсе Кох
- Карл Ото Кох
- Макс Кегел
- Франц Конрад
- Вилхелм Копе
- Јозеф Крамер
- Фриц Кребс
- Бернхард Кригер
- Фридрих Вилхелм Кригер
- Густав Круп
- Ханс Ламерс
- Херберт Ланге
- Адолф Ленк
- Роберт Леј
- Артур Либенхеншел
- Јулијус Липерт
- Михаел Липерт
- Дитрих Лодер
- Вилхелм Лепер
- Георг Лернер
- Хинрих Лозе
- Вернер фон Лоренц
- Ханс Лудин
- Мартин Лутер
- Виктор Луце
- Емил Морис
- Курт Мајер
- Херберт Мелборн
- Јозеф Менгеле
- Алфред Мејер
- Конрад Мејер
- Курт Мејер
- Хајнрих Милер
- Ојген Миндлер
- Алфред Хелмут Наујокс
- Артур Небе
- Херман Неф
- Карл Нојхаус
- Константин фрајхер фон Нојрат
- Херта Оберхојзер
- Ото Олендорф
- Хелмут фон Панвиц
- Ото Паул
- Саломон Франц фон Пфефер
- Валтер Пфример
- Хенри Пикер
- Паул Плајгер
- Освалд Пол
- Франц фон Пфефер
- Ерих Прибке
- Ханс-Адолф Прицман
- Карл Рам
- Рудолф Ран
- Фридрих Рајнер
- Ерих Рајакович
- Зигмунд Рашер
- Валтер Рауф
- Херман Раушнинг
- Ханс Баптист Раутер
- Валтер Редер
- Вилхелм Рајнхард
- Фриц Рајнхарт
- Адријан фон Рентелн
- Јоахим фон Рибентроп
- Ролф Рајнхарт
- Ернст Рем
- Ервин Резенер
- Алфред Розенберг
- Вилхелм Рудер
- Ернст Рудин
- Бернхард Руст
- Фриц Заукел
- Хјалмар Шахт
- Емануел Шефер
- Густав Адолф Шел
- Валтер Шеленберг
- Ханс Шем
- Вилхелм Шепман
- Балдур фон Ширах
- Франц Шлегербергер
- Албрехт Шмелт
- Карл Шмит
- Курт Шмит
- Паул Шмитхенер
- Гертруд Шолц-Клинк
- Курт фрајхер фон Шредер
- Валтер Шулце
- Артур Ширман
- Франц Ксавер Шварц
- Хајнрих Шварц
- Зигфрид Зајдл
- Франц Зелте
- Артур Зајс Инкварт
- Густав Симон
- Алберт Шпер
- Валтер Штанг
- Франц Штангл
- Јоханес Штарк
- Ото Штајнбринк
- Грегор Штрасер
- Ото Штрасер
- Јулијус Штрајхер
- Јирген Штроп
- Ото фон Штилпнагел
- Фридрих Зируп
- Јозеф Тербофен
- Ото Тирак
- Фирц Тот
- Ханс Трумлер
- Ханс фон Чамер унд Остен
- Ксавијер Фалат
- Алберт Феглер
- Херман Фос
- Хилмар Векерле
- Ото Вагенер
- Адолф Вагнер
- Грехард Вагнер
- Јозеф Вагнер
- Роберт Вагнер
- Кристијан Вебер
- Вилхелм Вајс
- Хорст Весел
- Роберт Вецел
- Макс Винклер
- Гизелер Вирсинг
- кристијан Вирт
- Херман Вирт
- Карл Волф
- Адолф Циглер
- Матес Циглер
- Вилхелм Циглер
- Ханс Цеберлајн
- Франц Цирајс

### Војни лидери
- Вилхелм Битрих
- Георг Бохман
- Ернст Буш
- Фриц Вит
- Макс Винше
- Вилхелм Канарис
- Карл Дениц
- Хајнц Гудеријан
- Херман Хот
- Алфред Јодл
- Вилхелм Кајтел
- Алберт Кеселринг
- Евалд фон Клајст
- Хуго Крас
- Курт Мајер
- Јоахим Пајпер
- Фридрих Паулус
- Хана Рајч
- Ервин Ромел
- Ернст Удет
- Франц Штаудегер
- Клаус фон Штауфенберг
- Ерих фон Манштајн
- Артур Флепс
- Готхард Хајнрици

### Остали
- Ева Браун
- Вернер фон Браун
- Оскар Шиндлер
- Лени Рифенштал